# まちのり

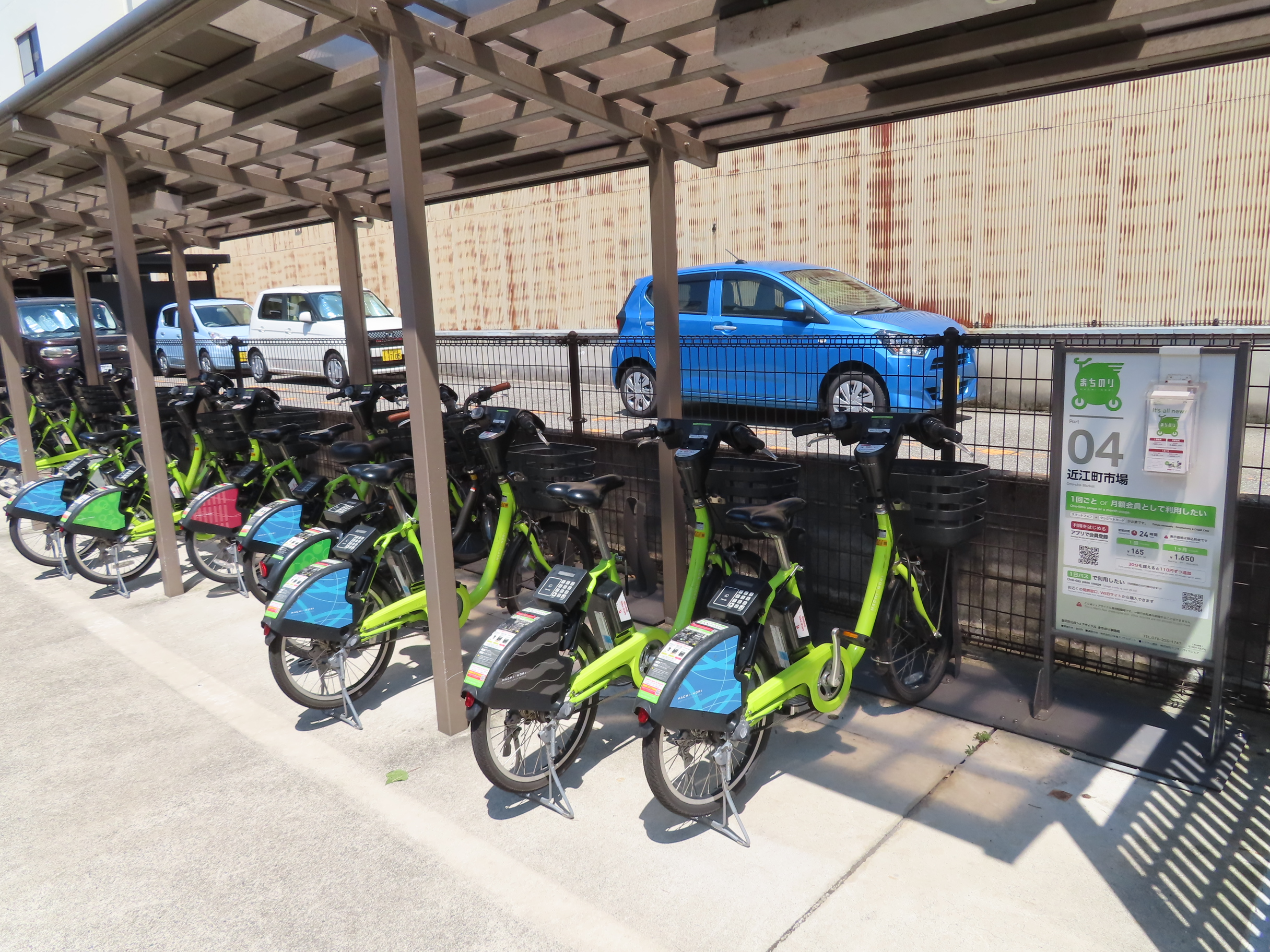
近江町市場ポート

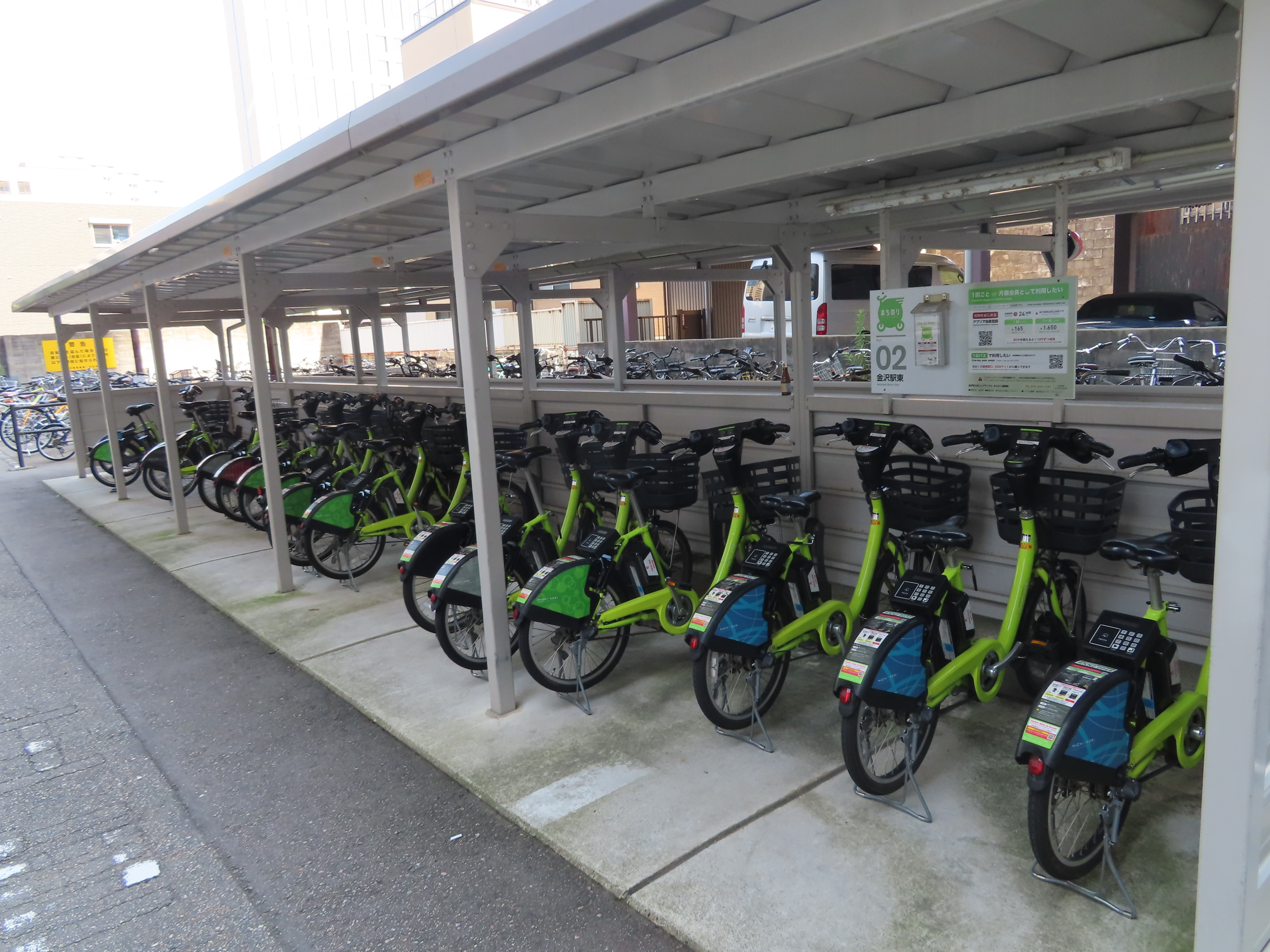
金沢駅東ポート

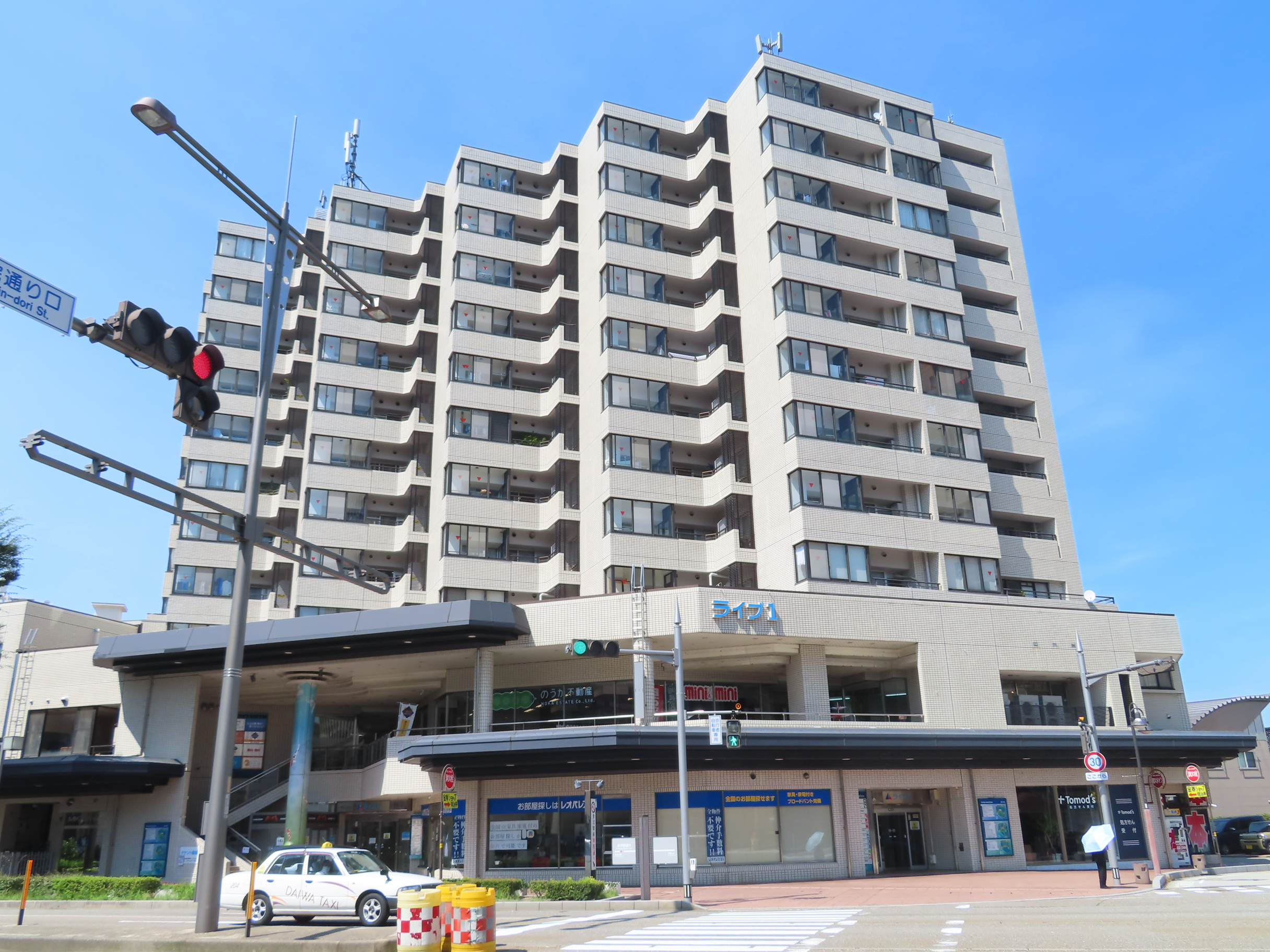
本部が置かれているライフ1ビル（石川県金沢市）

まちのりとは、石川県金沢市で金沢市が実施、株式会社日本海コンサルタントが運営している自転車のシェアリングサービス（レンタサイクル）である。運営本部としてまちのり事務局があるが貸し出し・返却は行わず、貸し出し・返却は市内に多数設置された「まちのりポート」で行う。
本記事ではかつてまちのり事務局が行っていたベビーカーのレンタル事業「ベビのり」についても記述する。

## 概要
金沢市では観光客の回遊性向上や北陸新幹線開業に向けた二次交通の充実などが課題となっていた。こうした中で2010年にまちなか公共レンタサイクル社会実験（通称:金沢レンタサイクル「まちのり」）を行い、さらには2010年度末に制定された「金沢市まちなか自転車利用環境向上計画」に基づいて、2012年3月24日に金沢市公共レンタサイクル「まちのり」としてポート19箇所，自転車155台でサービスを開始した。本格運用にあたっては公募型プロポーザルにより運営事業者が選定された。
当初のシステムではINTERSTREETのシステムを使用していたが、金沢市が運営費を負担しているにもかかわらず市民の利用が少ない（9割が観光客）こと、サイクルポートに端末機が必要で容易にポートを増設できないことや機器類の故障が増加するなど課題が明らかになったため、2020年にシステムをドコモシェアバイクに変更して金沢市公共シェアサイクルとして新たに運用を開始した。この際、以前使用していた自転車のうち80台は災害用自転車として金沢市役所に備蓄された。

## 会員種別
1回会員
利用の都度課金される。。
月額会員
月額の基本料金で、毎回最初の30分は無料で利用できる。30分を超えると超過料金がかかる。
学生向け月額プラン
学生限定のプランで、通常の月額会員に加えて金沢ふらっとバスの回数券（11枚綴り）が毎月提供される。2022年10月3日から開始し、当初は2023年3月31日までの予定だったが、2024年3月31日まで延長されている。
法人会員
複数人でカードを共有できる。月額の基本料金で、毎回最初の30分は無料で利用できる。30分を超えると超過料金がかかる。
1日パス
対面販売のカードキーまたはオンラインで発行されるパスコードを用い、会員登録なしで1日利用ができる。

## 車両
サービス開始当初は通常の自転車を使用していたが、ドコモバイクシェアへのシステム移行に合わせて全て電動アシスト自転車に置き換えられた。2022年6月の時点で約500台が運用されている。2023年6月には、サービスエリア拡大実験に合わせて一時的に50台増車された。

### はくのり
はくのりは、かごや後輪カバーなどに金箔の装飾が施されているまちのりの自転車である。2022年10月のKOGEIフェスタ！に合わせて製作され、その後は通常の自転車に混じって運用されている。2022年12月から2023年11月まで石川県箔工業協同組合の主催で、はくのりで金沢市内の金箔店を訪ねると記念品を配布する取り組みが行われている。

## 歴史
- 2010年
  - 8月20日 - 2010年10月20日…金沢市が社会実験として、自転車のレンタル・シェアリングを行う。当時のポートは全8ヶ所。1年利用、法人向けの貸出はなかった。また、ポートも現在のような機械式ではなく、運営テントを張って人力で受け付けていた。
- 2012年
  - 3月24日…正式サービス開始。ポートは全18ヶ所。公式Webサイトもオープンした。
  - 4月4日…金沢の老舗和菓子店「柴舟小出」とのコラボ商品、まちのりせんべいを発売する。
  - 4月13日…まちのりお花見マップを作成。配布される。
  - 4月17日…まちのり1日利用券と北陸鉄道鉄道全線1日フリー乗車券とのセット販売を開始。購入者には100円割引を実施した。
  - 4月20日…外国人向けに英語版パンフレットを作成、配布した。
  - 4月28日…公共レンタベビーカー社会実験として「ベビのり」のサービスを開始。まちのり同様、料金は1日200円となる。
  - 6月2日…金沢百万石まつりの影響により、香林坊ポートが閉鎖される。
  - 6月4日…香林坊ポートがサービス再開。まちのり動画が公式Webサイトに掲載される。内容は3分で分かる使い方ガイドやCMなどの宣伝動画などがある。
  - 7月10日…初版のパンフレットが配布終了。内容を一新して再配布した。
  - 8月1日…ベビのりの1日利用回数の上限が1回から3回に改定した。さらに、ベビのりの武蔵ポートがまちの駅金沢内に変更になる。そして、スマートフォン用のまちのり公式Webサイトがオープンした。GPS機能により、自分の現在地から直近のポートを探せるようになる。
  - 8月13日…まちのりサマーキャンペーンを開催。竪町商店街、ひがし茶屋街で買い物をするとくじ引きやクーポン景品などが当たるキャンペーン。
  - 8月17日…まちのりサマーキャンペーンが終了。
  - 9月15日…まちのり広坂&柿木畠キャンペーン・広坂&柿木畠daysが開催。広坂ポートを利用するユーザーに、広坂&柿木畠の20以上の店舗が加盟する「お楽しみクーポン」が当たるというキャンペーン。さらに、スマホアプリ「石川まるごとナビ」を活用した企画、まちのりスタンプラリーを実施。スタンプを集めて応募すると、まちのりグッズ(せんべいやTシャツ等)が当たる企画。この企画は地元紙にも紹介された。
  - 9月17日…まちのり広坂&柿木畠キャンペーン・広坂&柿木畠daysが終了。
  - 9月20日…スマートフォン用まちのり公式Webサイトが株式会社マイナビが発行するトータルデザイン誌「Web Designing」に特集される。「モバイルコンテンツ最前線」という企画で掲載された。
  - 10月17日…19番目となるまちのりポート、[19]金沢駅Bが開設される。これに伴い、[01]金沢駅が[01]金沢駅Aに名称変更となった。
  - 10月28日…まちのりスタンプラリー終了。
  - 11月1日…まちのり紅葉マップを作成。配布される。

※出典はまちのりinformationより
- 2014年
  - 3月15日…ラブロ片町閉店に伴い[09]片町を新たに[09]香林坊せせらぎに移した[12]。

- 2015年
  - 1月29日…北陸新幹線開業を前にラック数を増やすため[01]金沢駅Aを金沢駅東自転車駐車場内から本町2丁目自転車駐車場に移設[13]。

- 2016年
  - 7月16日…[22]寺町が開設[14]。

- 2019年
  - 3月31日…[04]玉川町が廃止。金沢市立玉川こども図書館敷地内の駐輪場にあったが、2019年4月から玉川こども図書館の建て替え及び金沢市立中央小学校の移転工事のため玉川こども図書館が3年間の休館となり、ポートが廃止された[15]。

- 2020年
  - 3月1日：システムをドコモシェアバイクに変更してサービス再開[16]。
  - 8月19日：新たに50.セブンｰイレブン金沢石川県庁前店のポートを開設[17]。
  - 8月24日：新たに59.ファミリーマート金沢幸町店、60.ローソン金沢弥生店、61.ローソン金沢泉店、62.ローソン金沢野町一丁目店の4ポートを開設[18]。
  - 8月25日：新たに63.ローソン金沢芳斉二丁目店、64.ローソン金沢神宮寺二丁目店、65.ローソン金沢若宮町店、66.ローソン金沢駅西本町店の4ポートを開設[18]。
  - 9月17日：新たに67.ファミリーマート金沢小立野店のポートを開設[19]。
  - 11月8日：23.にし茶屋ポートを移設[20]。

- 2021年
  - 1月29日：07.東山A・浅野川大橋ポートを閉鎖し07.東山A・秋聲のみちポートに移設[21]。
  - 4月1日：新たに56.長田・金沢彩の庭ホテルのポートを開設[22]。
  - 4月25日：E2.大野もろみ蔵通りの臨時ポートを設置[23]。
  - 9月1日：大学生マネジメントモビリティ事業として、E3.社会実験・もりの里とE4.社会実験・金沢美術工芸大学の2つの臨時ポートを設置（11月30日まで）[24]。
  - 10月9日：E5.（臨時）サイガワリバーサイドアクトの臨時ポートを設置（10月17日まで）[25]。

- 2022年
  - 2月28日：49.セブンイレブン金沢袋町店ポートを廃止[26]。
  - 3月1日：E6.（臨時）大野町公民館の臨時ポートを設置（3月25日まで）[27]
  - 5月2日：新たに57.竪町通り・OMO5 金沢片町のポートを開設[28]。
  - 6月11日：E7.石川県金沢港大野からくり記念館の臨時ポートを設置（11月末まで）[29]。
  - 時期不明：E8.石川県銭屋五兵衛記念館・大野湊神社の臨時ポートを設置。
  - 6月17日：新たに70.金沢市役所、71.無量寺・アピタタウン金沢ベイの2ポートを開設[30]。
  - 7月12日：新たに72.石川県庁のポートを開設[31]。
  - 7月16日：新たに73.石川県立図書館のポートを開設[32]。
  - 10月3日：大学生マネジメントモビリティ事業としてE9.（臨時）社会実験・マメサロン、E10.（臨時）社会実験・下田上橋の2つの臨時ポートを設置（2023年3月31日まで）[33]。
  - 11月14日：新たに74.石川県立能楽堂、75.石川県立武道館、76.いしかわ総合スポーツセンターの3ポートを開設[34]。これに合わせE1.西部緑地公園の臨時ポートを廃止した[35]。

- 2023年
  - 3月12日：34.兼六駐車場ポートを開設[36]。
  - 6月1日：まちのりサービスエリア拡大実験として下記の臨時ポートを設置（7月31日まで）[8]。
    - E9.（臨時）社会実験・マメサロン（2022年10月3日から引き続き2023年8月31日まで設置）
    - E12.（臨時）社会実験・アルビス杜の里店
    - E13.（臨時）社会実験・イオンもりの里店
    - E14.（臨時）社会実験・田上桜の道公園
    - E15.（臨時）社会実験・シェア金沢
    - E16.（臨時）社会実験・金沢大学角間キャンパス

## まちのりポート
市内中心部やその周辺に約70か所設置されている。具体的な名称や位置はポートマップを参照のこと。

## 旧システム（INTERSTREET）
2012年のサービス開始から2020年1月13日まではINTERSTREETのシステムを使用していた。
この当時の貸出可能時間は7:30 - 22:30で、返却のみ24時間可能であった。また、まちのり事務局でも貸出・返却が可能であった（9:00から20:00まで）。支払い方法は「クレジットカード」が基本であり、まちのり事務局やホテル等の提携窓口では現金で1日利用のICカードを借りることができた。基本料金は1日200円で、定期利用の場合は1ヶ月（1000円）、最長で1年（9000円）だった。基本料金での利用時間は30分であり、30分を超えると延長料金（200円/30分）がかかるシステムは現在と同様である。当時から法人向けのサービスも提供していたが、1年の定期利用のみ（一口12000円）だった。

### まちのりポート（INTERSTREET）
- [00]事務局…まちのり事務局直営のポート。ポートはなく、受付に直接言えばレンタルできる。
- [01]金沢駅A…2012年10月17日に[19]金沢駅Bが開設したため、名称が金沢駅から金沢駅Aに変更された。金沢駅東駐輪場内にあったが、2015年1月29日に本町2丁目自転車駐車場に移設された。
- [02]武蔵…武蔵駐輪場内にある。
- [03]十間町…十間町駐輪場内にある。
- [05]高岡町…金沢市文化ホールの駐輪場にある。
- [06]尾山町…尾山神社横にある。
- [07]香林坊…中央公園横にある。
- [08]長町…中央公民館長町館横にある。
- [09]香林坊せせらぎ…香林坊駐輪場横にある。
- [10]にし茶屋街…にし茶屋街周辺にある。
- [11]野町駅…北陸鉄道石川線野町駅構内にある。
- [12]竪町…タテマチストリート周辺にある。
- [13]本多町…ローソン本多町3丁目店前にある。
- [14]広坂…金沢21世紀美術館の駐輪場にある。
- [15]兼六園…兼六園桜ヶ岡口前にある。
- [16]兼六園下…兼六園下駐輪場内にある。
- [17]尾張町…金沢蓄音器館前にある。
- [18]東山…石川県警金沢東警察署浅野川大橋交番前にある。
- [19]金沢駅B…金沢市営金沢駅第三駐輪場内にある。[01]金沢駅Aの台数を縮小して本位置に移設、2012年10月17日に開設された。
- [20]片町…片町きらら裏の駐輪場にある。
- [21]金沢駅C
- [22]寺町…寺町5丁目にある。

## ベビのり
ベビのりとは、まちのり事務局が2012年度から2019年度まで行っていたベビーカーのシェアリングサービスである。まちのりと同様、実施主体は金沢市で、日本海コンサルタントに運営委託を行なっていた。まちのり事務局が全体の運営を行い、まちのりと同様に貸出・返却を行う「ポート」を設置した。実施期間は2014年度以降は4月1日から11月30日までで、冬季は天候を考慮して安全のため実施していなかった。
料金は200円。社会実験開始当初は1回の支払いにつき1回しか利用できなかったが、ユーザーから「ベビーカーを持ってバスに乗りづらい」、「一旦返して、もう一度借りたいとき登録が面倒」という声が多かったため、1回の支払いでの利用回数を3回までに変更した。
当初は社会実験として、2012年4月28日-11月30日まで5箇所のポートを設けて実施した。2013年度にはポートを7箇所に増やし4月20日から実施した。2014年度は寺町ポートを追加して8箇所となった。2015年度はまちのり事務局を除く7ポートになったが、2016年度には8ポートに戻った。

### ベビのりポート一覧
- [0]まちのり事務局ポート：ライブ１ビル
  - 2014年度まで2万ポートで、2015は設置がなく、2016年度に復活した[43]。
- [1]金沢駅ポート：友愛ショップ（2015年度まで）、金沢駅こどもらんど（2016年度から[43]）
- [2]東山ポート：昆布・海産物處しら井（2013年度から[41]2015年度まで）、八百萬本舗（2016年度から）
  - 2014年度まで7番だった。
- [3]武蔵ポート：手遊びカフェfica（2012年度7月まで[39]）、まちの駅かなざわ（2012年8月から[39]）、福祉ショップひまわり（2013年度から[41]）
  - 2012年度の社会実験時は「武蔵ヶ辻ポート」だった。
- [4]香林坊ポート：香林坊大和（2013年度から[41]）
- [5]竪町ポート：タテマチパーキング（2014年度まで）、雑貨＆カフェ　ｍｏｍｏ（2015年度[44]から2016年10月18日まで[43]）、OVALパーキング（2017年度から[45]）
- [6]広坂ポート：クロネコほっとステーション
  - 2012年度の社会実験時は4番だった[40]。
- [7]寺町ポート：casa rua（2014年度から[42]2016年6月末まで[43]）、安藤薬局（2017年度から[46]）
  - 2014年度まで8番だった。